# Mills College
Mills College é uma faculdade particular de artes liberais e ciências em Oakland, Califórnia. Atualmente, Mills é uma faculdade feminina de graduação para mulheres e estudantes de gênero não binários com programas de pós-graduação para estudantes de todos os gêneros. Mills foi fundado como o Young Ladies Seminary em 1852 em Benicia, Califórnia; foi realocado para Oakland em 1871 e tornou-se a primeira faculdade para mulheres a oeste das Montanhas Rochosas. Em 2014, Mills se tornou a primeira faculdade unissexual nos EUA a adotar uma política de admissão que recebia explicitamente os alunos transgêneros.
O Mills College oferece mais de 45 cursos de graduação e menores e mais de 30 programas de pós-graduação, certificados e credenciais. É o lar da Mills College School of Education e da Lorry I. Lokey School of Business & Public Policy.
Em 17 de março de 2021, o Mills College anunciou que, a partir do outono de 2021, deixaria de ser uma faculdade que confere diplomas e passaria a ser o Mills Institute.

## Rankings
Para 2021, o U.S. News & World Report classificou Mills nas seguintes categorias de "Melhores Universidades Regionais do Oeste":
- No. 1 em Escolas de Melhor Valor
- No. 1 em Melhor Ensino de Graduação
- No. 8 em Escolas Mais Inovadoras (empatado)
- No. 12 em Universidades Ocidentais Regionais
- No. 13 em Melhores em Mobilidade Social (empatado)

Para 2021, The Princeton Review incluiu Mills nas seguintes listas e classificou Mills nas seguintes categorias:
- As 386 Melhores Faculdades
- Melhores (faculdades regionais) do Ocidente
- Faculdades Ecológicas (Green Colleges)
- No. 13 em Alunos mais Liberais
- No. 14 em Amizade LGBTQ
- No. 15 em Alunos Sóbrios e Frios
- No. 20 em Estudantes Menos Religiosos

Em 2020, o Washington Monthly classificou a Mills em 6.º lugar entre 614 escolas em sua lista de universidades de mestrado, com base em sua contribuição para o bem público medida pela mobilidade social, pesquisa e promoção do serviço público.
Em 2019, a Forbes incluiu a Mills como uma das 650 melhores escolas dos Estados Unidos, entre as possíveis 4.300 instituições pós-secundárias que concedem diplomas. A Forbes classificou a Mills da seguinte forma:
- No. 343 em Melhores Faculdades de 2019
- No. 227 em Private Colleges
- No. 70 em Faculdades Particulares[9]